# 中村悠
中村 悠（なかむら はるか、2002年12月5日 - ）は、日本の女子バレーボール選手である。

## 来歴
京都府京都市出身。
三重高等学校では2年生時の2020年に第72回全日本高等学校選手権（春高バレー）に出場。
筑波大学では1年生から試合に出場。3年生で全日本大学選手権（全日本インカレ）での優勝を経験し、4年生では主将に就任した。
2024年8月、アジア東部地区選手権に出場するユニバーシアード日本代表に選出され、準優勝となった。同年の全日本インカレでは同じく1年生から試合に出場していた門田湖都とともに連覇に貢献し、自身は最優秀選手賞を受賞した。
2024年12月9日、SVリーグのクインシーズ刈谷の内定選手として発表された。同月28日に追加登録選手として公示され、当日のヴィクトリーナ姫路戦で初出場となった。

## 球歴
- ユニバーシアード日本代表
  - アジア東部地区選手権 - 2024年（銀メダル）

## 受賞歴
- 2023年 - 春季関東大学女子1部リーグ サーブレシーブ賞・リベロ賞
- 2023年 - 秋季関東大学女子1部リーグ サーブレシーブ賞
- 2023年 - 全日本大学選手権 リベロ賞
- 2024年 - 春季関東大学女子1部リーグ 最優秀選手賞・サーブレシーブ賞・リベロ賞
- 2024年 - 東日本大学選手権 レシーブ賞
- 2024年 - 秋季関東大学女子1部リーグ 敢闘選手賞・リベロ賞
- 2024年 - 全日本大学選手権 最優秀選手賞・リベロ賞

## 所属チーム
- 三重高等学校（2018-2021年）
- 筑波大学（2021-2025年）
- クインシーズ刈谷（2025年-）